# Académie royale de musique (Stockholm)
L'Académie royale de musique var ett franskt operasällskap, verksamt i Stockholm 1723–1727. 
Sällskapet engagerades under ledning av svenska hovets franske dansmästare Jean-Baptiste Landé år 1723, på tillåtelse av Stockholms myndigheter och under beskydd av Fredrik I. Engagemanget föregicks av en debatt i riksdagen om huruvida teaterverksamhet var ekonomiskt och moraliskt försvarbart: vid denna tid förekom det endast uppträdanden av tillfälliga teatersällskap i Sverige, och även dessa hade först nyligen återupptagits efter det stora nordiska krigets slut 1721. Det kallades officiellt för en musikalisk akademi, och Landé för dess intendent. Sällskapet hade tillstånd att uppträda på Stora Bollhuset mot 800 rdr årligen till rasp- och spinnhuset. Bland dess aktörer nämns Chateaufort, Galoudec, Museur och Thierry (män) och Aubert och Dimanche (kvinnor).   
Få uppträdanden är bevarade av denna trupp. Vid Ulrika Eleonoras födelsedag 1724 uppförde den ett Divertissement skriven av Chateaufort och uppförd av premiäraktrisen Dimanche. Vid Ulrika Eleonoras födelsedag 1727 uppfördes ännu ett Divertissement skrivet av Charles Langlois, tonsatt av truppens Bourgouin Le Romain och baletten koreograferad av Landé, där de medverkande förutom dessa nämns som Monsieur Garnier, Monsieur Demarest och Monsieur Langlois och Mademoisellerna Le Brun, Langlois och Dupille. Det är osäkert om sällskapet från 1724 är samma som det som nämns 1727: det senare kallade sig inte akademi, tycks ha varit en ren hovtrupp och avlönades direkt av kungahuset. 